# Comuna Kazavciîn, Haivoron
Kazavciîn (în ucraineană Казавчин) este o comună în raionul Haivoron, regiunea Kirovohrad, Ucraina, formată din satele Buhove și Kazavciîn (reședința).

## Demografie
Componența lingvistică a comunei Kazavciîn
     Ucraineană (97,25%)
     Rusă (1,92%)
     Alte limbi (0,7%)
Conform recensământului din 2001, majoritatea populației comunei Kazavciîn era vorbitoare de ucraineană (97,25%), existând în minoritate și vorbitori de rusă (1,92%).